# Љубав
Љубав је стање релативно јаке емотивне наклоности према некоме или нечему. Љубав је разноврсност различитих емоционалних и менталних стања, типично снажно и позитивно доживљаваних, која се крећу од најдубље међуљудске наклоности до једноставног задовољства. Један пример овог опсега значења је да се љубав мајке разликује од љубави према супругу, и разликује се од љубави према храни. Најчешће се љубав сматра емоцијом јаке наклоности и личне привржености. Љубав исто тако може да буде врлина каја представља људску љубазност, саосећање, и наклоност — „несебичну лојалну и добродушну бригу за добро другога”. Она се исто тако може описивати саосећајна и срдачна деловања према другим људима, себи или животињама.
Стари Грци су разликовали неколико врста љубави:
- филија (φιλία)- пријатељска љубав, која другоме жели добро, љубав којом другоме желимо помоћи, темељ сваког заједништва. Филија подразумева једнакост (нпр. два пријатеља), врлину и познанство. Мотиви филије су практични: једна или обе стране имају корист од таквог односа. Концепт филије развио је Аристотел.[4]
- ерос (ἔρως)- љубав која је обележена сензуалном жељом и чежњом за оним што се љуби. То је љубав усмерена према чулном свету (вид, додир, укус...). Према Платону, ерос се може проширити и на љубав према унутрашњој лепоти, па и према самој идеји лепоте.[5]
- агапе (ἀγάπη)- идеал љубави, укључује милосрдност, заузимање и бригу. Крајњи смисао те љубави је потпуно се посветити добру других по цену властитог живота. Ова врста љубави надилази пријатељску и еротичну љубав.
- сторге (στοργή) - природна наклоњеност, нпр. према деци или родитељима.
- ксенија (ξενία) - љубав према страном, гостопримство, изузетно важно у античкој Грчкој. Гост и домаћин, који би пре гостовања били странци образовали би малтене ритуално пријатељство. Од госта се једино захтевало да буде захвалан.

Модерни аутори разликују друге врсте љубави: заслепљену љубав, самољубље, и дворску љубав. Традиције које нису западног порекла исто тако разликују варијанте или симбиозе тих стања. Љубав има додатна религиозна или духовна значења. Ова разноликост употреба и значења у комбинацији с комплексношћу обухваћених осећаја чини конзистентно дефинисање љубави необично тешким, у поређењу са другим емоционалним стањима. Љубав у својим разним формама делује као главни фацилитатор међуљудских односа и, због свог централног психолошког значаја, она је једна од најчешћих тема у креативним уметностима. Љубав се може схватити као функција која држи људска бића заједно против опасности и олакшава наставак врсте.
Иако ниједна научна студија није у потпуности успела да објасни формирање осећаја љубави, новије студије у области неуронаука указују на могућност да се љубав формира под утицајем специфичних хормона односно неуротрансмитера на неуропријемнике у мозгу. Међу њима су тестостерон, естроген, допамин, норадреналин, серотонин, окситоцин и вазопресин. За последња два постоје темељни докази да учествују у формирању везе између родитеља и потомства.

## Дефиниције
Реч „љубав” може да има различита сродна али различита значења у различитим контекстима. Многи језици користе више речи како би изразили неке од различитих концепата који се могу означити термином „љубав”; један пример су множине грчке речи за љубав међу којима су agape и eros. Културне разлике у концептуализацији љубави стога додатно ометају успостављање универзалне дефиниције.
Иако је природа или суштина љубави предмет честе дебате, различити аспекти речи могу се разјаснити одређивањем тога што није љубав (антонима „љубави”). Љубав као општи израз позитивног осећања (снажнији облик форме свиђати се) уобичајено се сматра супротношћу мржње (или неутралне апатије); као мање сексуалан и више емоционално интиман облик романтичне везаности, љубав се обично супротставља пожуди; и као међуљудски однос са романтичним тоновима, љубав се понекад супротставља пријатељству, иако се реч љубав често примењује на блиска пријатељства.
Апстрактно дискутована љубав се обично односи на искуство један човек осећа за другог. Љубав често подразумева бригу за или идентификовање са особом или стварима (cf. рањивост и брига теорије о љубави), укључујући и себе (види нарцизам). Поред међукултурних разлика у разумевању љубави, идеје о љубави су се такође временом мењале. Неки историчари датирају модерне концепције романтичне љубави до дворске Европе током или након средњег века, иако претходно постојање романтичних прилога је потврђено древном љубавном поезијом.
Комплексна и апстрактна природа љубави често редукује дискурс љубави на мисаоно-терминирајући клише. Неколико широко кориштених пословица се односи на љубав, од Вергилијевог „Љубав све покорава” до речи Битлса „Све што ти треба је љубав”. Тома Аквински, следећи Аристотела, дефинише љубав као „желети добро другом”. Бертранд Расел описује љубав као стање „апсолутне вредности”, за разлику од релативне вредности. Филозоф Готфрид Вилхелм Лајбниц је рекао да је љубав „бити одушевљен срећом другог”. Мехер Баба је изјавио да у љубави постоји „осећај јединства” и „активног уважавања стварне вредности објекта љубави”. Биолог Џереми Грифит дефинише љубав као „безусловну несебичност”.

## Безлична љубав
Може se рећи да људи воле објекат, принцип или циљ којем су дубоко посвећени и високо вреднују. На пример, „љубав” кампања саосећања и волонтера за њихов повод може понекад да не произилази из међуљудске љубави, већ из безличне љубави, алтруизма и јаких духовних или политичких уверења. Људи исто тако могу да „воле” материјалне објекте, животиње, или активности ако инвестирају себе у везивање или се на други начин идентификују с тим стварима. Ако је укључена и сексуална страст, онда се тај осећај назива парафилијом. Људи често кажу да воле сам живот.

## Интерперсонална љубав
Интерперсонална љубав се односи на љубав између људских бића. То је много снажније осећање него једноставно симпатисање особе. Неузвраћена љубав се односи на она осећања љубави која нису реципроцирана. Интерперсонална љубав је најближе повезана са интерперсоналним односима. Таква љубав може да постоји између чланова породице, пријатеља и парова. Постоји и низ психолошких поремећаја везаних за љубав, као што је еротоманија.
Кроз историју, филозофија и религија су произвеле највише спекулација о феномену љубави. У 20. веку, психологија као наука је произвела детаљна разматрања ове теме. Задњих година, науке психологија, антропологија, неуронаука, и биологија су додатно поспешиле разумевање концепта љубави.

### Биолошка основа
Биолошки модели секса имају тенденцију да гледају на љубав као сисарску покретачку силу, попут глади или жеђи. Хелен Фишер, антрополог и истраживач људског понашања, дели искуство љубави у три делимично преклапајуће етапе: пожуда, привлачност и везаност. Пожуда је осећај сексуална жеље; романтична привлачност одређује шта полни партнери сматрају атрактивним и траженим, конзервирајући време и енергију бирањем; и везивање обухвата кохабитацију, родитељске дужности, узајамну одбрану, а код људи укључује осећања безбедности и сигурности. Три различита неуронска сплета, укључујући неуротрансмитере и три патерна понашања, повезана су са ова три романтична стила.
Пожуда је почетна страствена сексуална жеља која промовише парење, и обухвата повећано ослобађање хемикалија као што су тестостерон и естроген. Ови ефекти ретко трају дуже од неколико недеља или месеци. Привлачност је у већој мери индивидуална и романтична жеља за специфичним кандидатом ради парења, која се развија из пожуде као посвећеност индивидуалним формама парења. Недавне студије у неуронауци су показале како се људи заљубљују, мозак конзистентно ослобађа одређени скуп хемикалија, укључујући неуротрансмитерске хормоне, допамин, норепинефрин, и серотонин, иста једињења која се ослобађају помоћу амфетамина, чиме се стимулишу мождани центри ужитка и то доводи до нуспојава као што су повећана брзина откуцаја срца, губитак апетита и сна, и интензивног осећаја узбуђења. Истраживања су показала да ова фаза обично траје од једне до по до три године.
Будући да су фазе пожуде и атракција сматрају привременим, потребна је трећа фаза да се узму у обзир дугогодишње везе. Везаност је везивање којим се промовишу односи који трају много година и чак деценија. Везаност је генерално базирана на обавезивањима као што су брак и деца, или на узајамном пријатељству заснованом на стварима као што су заједнички интереси. То је било у већој мери повезано са повишеним нивоима хемикалија окситоцин и вазопресин, него што се јавља код краткотрајних релација. Енцо Емануел и његови сарадници су објавили да је протеински молекул познат као нервни фактор раста (NGF) присутан у високим нивоима кад се људи први пут заљубе, али да се они враћају на претходне нивое након једне године.

### Психолошка основа
Психологија приказује љубав као когнитивни и друштвени феномен. Психолог Роберт Стернберг је формулисао троугаону теорију љубави и тврдио да љубав има три различите компоненте: интимност, посвећеност и страст. Интимност је облик у којем две особе деле узајамно поверење и разне детаље о свог личног живота, а обично се манифестује у пријатељствима и романтичним или љубавним аферама. Посвећеност, с друге стране, очекивање је да је веза трајна. Последњи облик љубави је сексуална привлачност и страст. Страсна љубав се показује у заљубљености као и романтичној љубави. Сви облици љубави се посматрају као различите комбинације ове три компоненте. Одсуство љубав не обухвата ни једну од ових компоненти. Допадање само обухвата интимност. Заблудела љубав обухвата само страст. Празна љубав обухвата само посвећеност. Романтична љубав обухвата интимност и страст. Компањерска љубав обухвата интимност и посвећеност. Заслепљена љубав укључује страст и посвећеност. На крају, потпуна љубав обухвата све три компоненте. Амерички психолог Зик Рубин је настојао да дефинише љубав путем психометрије током 1970-их. Његов рад наводи да три фактора чине љубав: везаност, брижност и интимност.
Пратећи развоје у електричним теоријама као што је Кулонов закон, који су показали да се позитивни и негативни набој привлаче, развијени су аналози о људском животу, као што су „привлачне супротности”. Током прошлог века истраживање природе људског парења генерално је показало да таква аналогија углавном није применљива када су у питању карактер и личност - људи имају тенденцију да воле људе који су слични њима самима. Међутим, у неколико необичних и специфичних домена, као што је имунски систем, чини се да људи преферирају друге који су различити од њих (нпр. са ортогоналним имунским системом), јер то доводи до потомка која има најбоље од оба света. Задњих година, разне теорије људског везивања су биле развијене, описане у смислу привржености, спутавања, веза и афинитета. Неки од западних ауторитета препознају две главне компоненте, алтруистичке и нарцисоидне. Овај поглед је представљен у радовима Скота Пека, у чијем доприносу пољу примењене психологије су истраживане дефиниције љубави и зла. Пек тврди да је љубав комбинација „бриге за духовни раст другог” и једноставне нарцисоидности.
Психолог Ерих Фром тврди у својој књизи Уметност љубави да љубав није само осећај већ и акција, и да је заправо „осећај” љубави површан у поређењу са посвећеношћу љубави кроз низ љубавних радњи током времена. У том смислу, Фром сматра да љубав ултиматно уопште није осећај, него да је посвећеност и придржавање, љубазне акције према другом, себи или многим другима, са непрекидном трајањем. Фром исто тако описује љубав као свестан избор који у својим раним фазама може да буде неволонтерски осећај, али који касније више не зависи од тих осећаја, већ је само зависан од свесне посвећености.

### Еволуциона база
Еволуцијска психологија је покушала да пружи разне разлоге за постојање љубави као алата за преживљавање. Људи зависе од родитељске помоћи током великог дела свог животног века у поређењу са другим сисарима. Љубав је стога посматрана као механизам за промовисање родитељске подршке деци током овог продуженог временског периоду. Штавише, истраживачи почевши већ од самог Чарлса Дарвин су идентификовали јединствене особине људске љубави у поређењу са другим сисарима и сматрали љубав главним фактором за стварање система социјалне подршке који су омогућили развој и ширење људске врсте. Још један фактор могу да буду сексуално преносиве болести које могу да узрокују, поред других ефеката, трајно смањење фертилитета, повреде фетуса, и да увећају компликације током порођаја. Ово би подржало моногамне односе у односу на полигамију.